# Kalapura, Kudligi
Kalapura là một làng thuộc tehsil Kudligi, huyện Bellary, bang Karnataka, Ấn Độ.